# ایگاس
ایگاس (به انگلیسی: Igus) یک شرکت فعال در زمینه تجهیزات فنی پلیمری و پلاستیکی است که در سال ۱۹۶۴ در شهر کلن آلمان تأسیس شده‌است.

## تاریخچه
گونتر بلیس ایگاس را در سال ۱۹۶۴ در گاراژ خود در شهر کلن تأسیس کرد. ۲۰ سال ابتدایی بیشتر تولیدات این کارخانه را تجهیزات فنی پلیمری تخصیص داده بود تا اینکه در سال ۱۹۸۳ فرانک بلیس حوزه فعالیت این مجموعه را با ایجاد زنجیر محافظ کابل پلاستیکی گسترش داد.
امروزه این کارخانه بیش از ۳۰۰۰ کارمند در دفتر مرکزی و ۳۶ شرکت تابع خود دارد.

## ویژگی‌ها
شرکت ایگاس در سال‌های اخیر با شعار "plastic for longer life" در صنعت سیستم‌های متحرک به فعالیت پرداخته‌است.
در بین محصولات ایگاس سیستم‌های زنجیر محافظ کابل این شرکت به همراه کابل‌های انعطاف‌پذیر مخصوص و کانکتورهای کابل به مجموعه ای حیاتی و جدانشدنی در ماشین آلات مدرن صنعتی در دنیا تبدیل شده‌اند.
هم اکنون شرکت ایگاس از عنوان تریبوپلاستیک برای توصیف محصولاتی که از تزریق پلیمر ایجاد شده‌اند استفاده می‌کند.